# Катрин Стокет
Катрин Стокет (на английски: Kathryn Stockett) е американска писателка на бестселър в жанра съвременен роман.

## Биография и творчество
Катрин Стокет е родена през 1969 г. Джаксън, Мисисипи, САЩ. Завършва Университета на Алабама с бакалавърска степен по специалност английска литература и творческо писане. След дипломирането си се премества в Ню Йорк, където занимава с издаване и маркетинг на списания в продължение на девет години. После се премества в Атланта, Джорджия, където решава да опита писателска кариера.
Пише дебютния си роман „Слугинята“ в продължение на пет години. След почти 60 отхвърляния е издаден през 2009 г. Оглавява класацията на бестселърите на „Ню Йорк Таймс“ в продължение на седмици, а тиражът ѝ надвишава 2 млн. копия в САЩ, и над 10 милиона копия в превод на 42 езика. Романът обрисува случващото се в малък американски град, когато негласният кодекс на поведение е нарушен от три забележителни героини – Скийтър, Ейбълин и Мини. През 2011 г. по романа е направен много успешния филм на Тейт Тейлър „Южнячки“ с участието на Вайола Дейвис, Брайс Далас Хауърд, Ема Стоун и Октавия Спенсър.
Катрин Стокет живее с дъщеря си Лила в реновирана старинна къща в Атланта.

## Произведения

### Самостоятелни романи
- The Help (2009)
Слугинята, изд.: ИК „Ентусиаст“, София (2010), прев. Катя Перчинкова

### Екранизации
- 2011 Южнячки, The Help